# Текслайн (Техас)
Текслайн (англ. Texline) — місто (англ. town) в США, в окрузі Даллам штату Техас. Населення — 448 осіб (2020).

## Географія
Текслайн розташований за координатами 36°22′35″ пн. ш. 103°1′8″ зх. д. / 36.37639° пн. ш. 103.01889° зх. д. (36.376494, -103.018876).  За даними Бюро перепису населення США в 2010 році місто мало площу 2,63 км², уся площа — суходіл.

## Демографія
Згідно з переписом 2010 року, у місті мешкало 507 осіб у 194 домогосподарствах у складі 129 родин. Густота населення становила 193 особи/км².  Було 222 помешкання (84/км²).
Расовий склад населення:
| - 77,3 % — білих - 0,8 % — корінних американців - 14,4 % — осіб інших рас |

До двох чи більше рас належало 7,5 %. Частка іспаномовних становила 35,5 % від усіх жителів.
За віковим діапазоном населення розподілялося таким чином: 31,4 % — особи молодші 18 років, 55,8 % — особи у віці 18—64 років, 12,8 % — особи у віці 65 років та старші. Медіана віку мешканця становила 32,3 року. На 100 осіб жіночої статі у місті припадало 107,8 чоловіків;  на 100 жінок у віці від 18 років та старших — 110,9 чоловіків також старших 18 років.
Середній дохід на одне домашнє господарство  становив 66 968 доларів США (медіана — 55 375), а середній дохід на одну сім'ю — 76 543 долари (медіана — 61 563). За межею бідності перебувало 13,5 % осіб, у тому числі 40,7 % дітей у віці до 18 років та 2,6 % осіб у віці 65 років та старших.
Цивільне працевлаштоване населення становило 286 осіб. Основні галузі зайнятості: освіта, охорона здоров'я та соціальна допомога — 23,1 %, публічна адміністрація — 16,1 %, науковці, спеціалісти, менеджери — 14,7 %.